# Tandsut
Tandsut ou Tandzut (en arménien Տանձուտ ; anciennement Armutlu) est une communauté rurale du marz d'Armavir, en Arménie. Elle compte 2 022 habitants en 2009.